# Crveni Grm
Crveni Grm är en ort i Bosnien och Hercegovina.   Den ligger i entiteten Federationen Bosnien och Hercegovina, i den södra delen av landet, 100 km sydväst om huvudstaden Sarajevo. Crveni Grm ligger 92 meter över havet och antalet invånare är 900.
Terrängen runt Crveni Grm är huvudsakligen kuperad, men österut är den platt. Närmaste större samhälle är Ljubuški, 6,1 km öster om Crveni Grm. 
Runt Crveni Grm är det ganska tätbefolkat, med 93 invånare per kvadratkilometer.